# Giovanni da San Giovanni
Giovanni da San Giovanni ou João de São João (20 de março de 1592–9 de dezembro de 1636 (44 anos)), conhecido também como Giovanni Mannozzi, foi um pintor italiano do início do período barroco.

## Biografia
Nascido em San Giovanni Valdarno, Giovanni estudou com Matteo Rosselli. Iniciou a decoração da "Sala degli Argenti" no Palazzo Pitti e planejou a decoração da Villa La Petraia. Em 1615, pintou "Putti Suportando o Perfil de Michelangelo" para a Casa Buonarroti e, na mesma época, afrescou um coro de anjos músicos para a cúpula de Ognissanti, em Florença. Pintou ainda cinco lunetas com cenas da "Vida de São Francisco para o claustro de Ognissanti. Entre 1619 e 1620, dirigiu a decoração da fachada do Palazzo dell'Antella na Piazza Santa Croce de Florença.
Suas obras-primas são seus afrescos na capela do Palazzo Rospigliosi-Pallavicini em Pistoia. Fugindo de Florença durante um surto de peste, Giovanni pintou alguns afrescos nas lunetas do Santuario della Madonna della Fontenuova em Monsummano Terme. Na parede interna esquerda do coro da Igreja de São Bartolomeu, em Cutigliano, está uma tela de Giovanni, "Circuncisão" (1620). Além disto, Giovanni pintou um ciclo de afrescos na Capela Mellini, na igreja de Santa Maria del Popolo.
Giovanni morreu em 1636 e foi enterrado em San Pier Gattolino, em Florença. Sua biografia é obra de Filippo Baldinucci.